# الجمري (بعدان)
- أمينها معياد الدميني

تعديل مصدري - تعديل

الجمري هي إحدى قرى عزلة الحرث بمديرية بعدان التابعة 1112لمحافظة إب، بلغ تعداد سكانها 538 نسمة عدد الاسر 15 اسرة حسب تعداد اليمن لعام 2004.